# گوزن شاخ‌پیشانی
گوزن شاخ‌پیشانی (نام علمی: Rucervus eldii) نام یک گونه از سرده گوزن‌های هندوچین است.